# 통킹 사건
통킹 사건(L'Affaire Tonkin)은 1885년 3월 청불전쟁의 말기에 발발한 프랑스의 큰 정치적 위기 사태였다. 몇 년 전에 레옹 강베타가 취임함으로 시작된 공화당 정부를 연속 집권을 종식시키고, 프랑스 총리 쥘 페리의 정치 경력을 완전히 매장시켰다. 프랑스 대중과 정계는 프랑스 군대가 통킹과 다른 곳에서 가시적인 이익을 거의 얻지도 못하고 본국에서 멀리 떨어진 곳으로 죽음에 내몰리고 있다고 의심했다. 이 사태로 프랑스는 거의 10년 동안 식민지 확장을 억제해야 했다.

## 랑선 전보

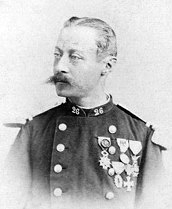
폴 귀스타브 에르빈제 중령 (1839–86)

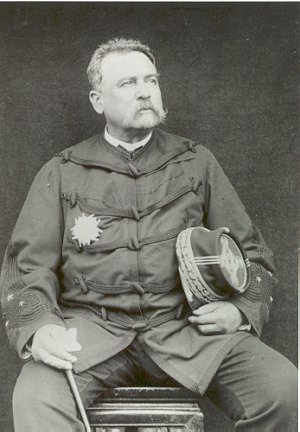
루이 브리에르 드 리즐 장군 (1827–1896)

그 사건은 1885년 3월 28일, 논란이 많았던 랑선 퇴각에 의해 촉발되었다. 랑선 원정에서 얻었던 곳을 내동댕이 쳐버린 랑선 퇴각은 당시 2여단의 지휘관이었던 폴 귀스타브 에르빈제에 의해 명령이 내려졌다. 프랑수아 드 네그리에 장군이 1885년 3월 24일 진남관 전투에서 패한 지 1주일도 채 되지 않은 시점이었다. 통킹의 프랑스군 사령관 루이 브리에르 드 리즐 장군은 당시 하노이에 있었으며, 본부를 흥호아로 이전하여 뚜옌꽝 주변 운남군의 계획된 공세를 지휘하기 위해 본부를 이전할 계획이었다. 브리에르 드 리즐은 3월 28일 저녁에 프랑스 정부에 전보를 보내 통킹 원정군에 즉각적인 증병이 되지 않는다는 홍강 삼각주가 위기에 빠질 것이라고 경고했다.

| “ | 드 네그리에 장군이 중상을 입었고, 랑선을 포기하게 된 것을 알리게 되어 슬프게 생각한다. 청나라군은 세 무리의 큰 집단으로 진격하여 낄루아 앞에서 우리의 진지를 맹렬히 공격했다. 월등히 앞서는 병력수, 탄약 부족과 일련의 초기 작전으로 지친 에르빈제 중령은 그 진지를 사수할 수 없었으며 동선과 타인머이에서 오늘 밤 다시 후퇴할 수 밖에 없다고 나에게 알려왔다. 추(Chu)와 껩(Kép) 주변 고개에 군대를 집결시키기 위해 모든 노력을 기울이고 있다. 적들은 홍강에서 계속 더 강해졌고, 우리는 유럽식으로 훈련되고, 일치된 계획을 추진할 준비가 된 청나라 군대 전체를 마주하고 있는 것으로 보인다. 어쨌든 이 침략에 대항하여 삼각주 전체를 지킬 수 있기를 희망하지만, 정부는 가능한 한 빨리 증원군(병력, 탄약, 동물)을 보내야 한다고 생각한다. | ” |
‘랑선 전보’가 실린 뉴스는 즉시 회자되었고, 파리에서 정치적 위기를 촉발시켰다.

| “ | 프랑스 전역에 심상잖은 느낌이 들었다. 적의 추격을 받지도 않고 출발 위치로 돌아온 2,500명의 퇴각은 그것은 멀리서 돌이킬 수 없는 재앙의 크기를 안겨주었다. 3월 30일 증권거래소에서 3.5 프랑 단위로 3%가 폭락했다. 모든 신문은 내각에 대한 비난과 청나라에 의해 포위된 2여단의 ‘쓴 맛을 본 전투’에 대한 잘못된 설명으로 가득 차 있었다. 모두 원정군에 대한 두려움을 풀기 위해 싸워야 했으며, 상황은 비극적인 것으로 묘사되었다. 통킹 식민지 설립에 조직적으로 반대했던 의원들은 기뻐했고, 식민지 정책의 지지자들은 감히 전날의 그들의 견해를 변호하지 못했다. | ” |

## 페리 정권의 몰락

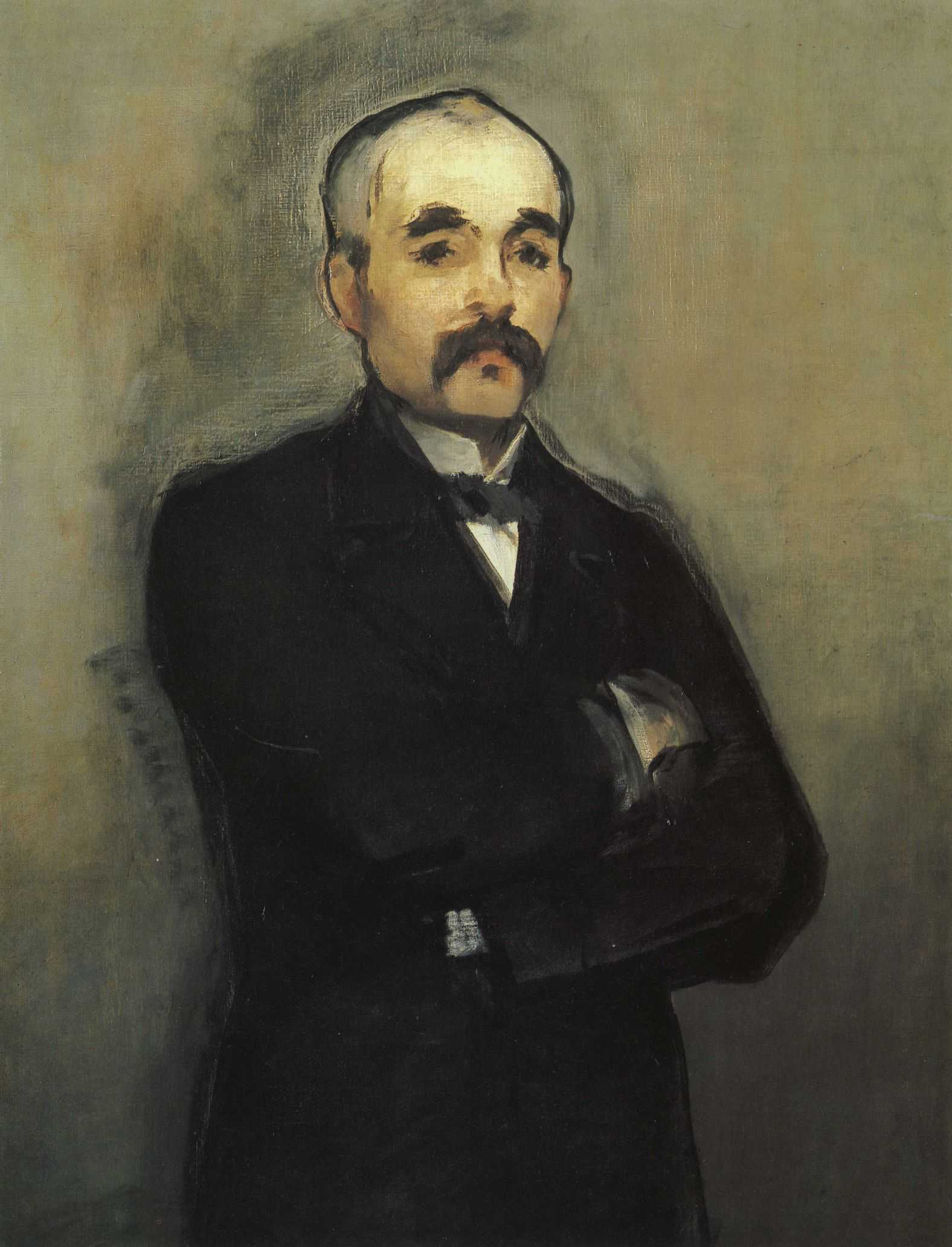
조르주 클레망소

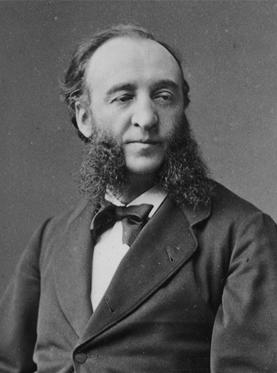
쥘 페리

3월 28일, 브리에르 드 리즐의 전보는 통킹 원정군에게 재앙이 닥쳤다는 인상을 주었다. 이후 그의 어떤 장담도 이 첫인상을 완전히 지울 수 없었다. 3월 29일 저녁에 에르빈제가 동선에서 퇴각을 중단하고 브리에르 드 리즐이 상황을 안정화하고 있음을 알고 있었지만, 군부는 랑선이 버렸다는 소식에 망연자실했고, 3월 30일 두 전보의 내용을 의회에 공개하기로 결정했다. 페리는 이 기회를 이용해 통킹 원정군을 보강하기 위해 긴급 자금을 요구하려 했다. 그 뒤에 이어진 토론은 프랑스 정치 역사상 가장 독설적인 토론 중 하나였다.
3월 30일 아침, 청나라와 선포되지 않은 전쟁에서 페리의 지지를 상당 부분 차지한 공화당 연합(Union républicaine)과 공화당 좌파(Gauche républicaine)의 대표단이 토론에 앞서 사임을 선포했다. 페리는 그의 행정부가 무너질 것이라는 데는 의문의 여지가 없었지만, 싸우지도 않고 물러나기를 거부했다. 그는 지지자들의 못마땅한 침묵과 조르주 클레망소가 이끄는 반대파들의 부정과 모욕의 폭풍 속에서 하원으로 들어갔다. 그는 전날 밤 잠을 자지 않았고, 천천히 그리고 무덤덤하게 연단 쪽으로 걸어갔다. 그의 얼굴은 마치 처형대로가는 사형수처럼 창백하고 불안했다. 그는 연단에서 통킹의 군사 상황에 관한 최근 근황을 들려 주었고, 이에 대한 조치를 설명했다. “우리는 랑선에서 저지당한 복수를 해야 합니다.”라고 그는 말했다. “우리는 통킹에서 발판을 확보할 뿐만 아니라 전 세계에서 우리의 명예를 지키기 위해 이를 수행해야 합니다.” 클레망소의 지지자 중 한 명인 조르주 페렝(Georges Périn)이 흥분해서 개입했다. “우리의 명예? 그렇소! 하지만 누가 애초에 그걸 위태롭게 했을까?” 하원은 왁자지껄해졌다. 결국 페리가 다시 청문회를 진행하게 되었을 때, 페리는 2억 프랑이라는 파격적인 추가 예산을 요구했는데, 이는 육군부와 해군부 간에 균등하게 나누어져야 한다는 것이었다. 그는 계속했다. “나는 이 포럼에서 이 지출에 대해 자세히 설명할 수 없습니다. 조사위원회와 함께 더 논의할 것입니다.” 클레망소가 냉소적으로 소리쳤다. “누가 당신을 믿겠소?” 페리는 의원들에게 긴급 자금에 대한 투표를 신임투표로 간주하지 말아달라고 간청했다. 그들이 원한다면, 나중에 내각을 뒤집고 새로운 행정부를 선택할 수 있었다. 그러나 통킹에 있는 프랑스군에게 우선 더 많은 배와 더 많은 병력을 보내기 위해 투표를 해야 했다. 그는 공식적으로 신임안을 투표로 결정해야 한다고 결론지었다.
그의 상대는 분노를 격발시켰다. 페렝은 외쳤다. “우리 깃발의 명예를 계속 이용하지 마시오! 당신은 너무 오랫동안 우리 깃발을 몸에 감았지! 그만하면 충분해!” 클레망소는 야만적인 말로 총리를 공격했다. “우리는 당신과 함께 완전히 끝났소! 우리는 다시는 당신의 말을 듣지 않을 것이오! 우리는 당신과 다시 국사에 대해 토론하지 않을 것이오!” 하원이 박수를 보냈고 클레망소는 계속했다. “우리는 더 이상 당신을 인정하지 않겠소! 우리는 당신을 인정하고 싶지 않소!” 새로운 박수갈채가 나왔다. “당신은 더 이상 총리가 아닙니다! 당신들 모두 고발당했어!” 좌파와 우파의 의원들로부터 박수 소리가 들리고 클레망소는 극적으로 멈췄다! “극도의 반역죄로 말이오. 책임과 정의의 원칙이 여전히 프랑스에 존재한다면, 그 법이 그만한 댓가를 치루게 하겠지!”
페리의 반대자들은 클레망소의 대질 질문에 대한 즉각적인 논의를 요구했다. 페리는 신임안에 대한 투표를 먼저 해야 한다는 움직임으로 반박했다. 격앙된 난기류가 흐르는 가운데, 대신들은 페리의 우선권 행사에 투표했다. 306표 대 149표의 근소한 차이의 득표율로 패했다. 이번 패배로 그의 행정부는 종말을 맞이하게 되었다. 그의 반대파들은 기쁨의 함성으로 투표 결과를 맞이했다.
페리가 엘리제 궁전으로 돌아가기 위해 부르봉 궁전을 떠나려 할 때, 그는 폴 드 카사냑에 의해 모여든 격분한 시위 군중들의 곤란을 헤쳐나가야 했다. 시위대는 쓰러진 수상에게 욕설을 퍼부으며 그를 향해 거칠게 손가락질을 했다. “페리와 함께 넘어지자! 페리에게 죽음을!” 페리의 친구들은 그를 이 짖는 무리들로부터 밀치고 지나가게 했다. 그러나 앞으로 더 안 좋은 일이 있었다. 내각의 몰락 소식은 들불처럼 파리를 휘몰아쳤고, 부르봉 궁전 앞에는 기자들이 추산하기에 약 2만 명의 흥분한 군중들이 모여들어 콩코르드 다리를 가득 메웠다. 이 군중들은 극우 정당들의 선동가들에 의해 광란으로 몰려들었었다. 페리를 보자 혀를 내두르며 외쳤다. “페리와 함께 넘어져라! 페리를 세느강에 던지자! 통킹놈들에게 죽음을!”프랑스의 그 어떤 총리도 일찍이 이렇게 증오가 쏟아져 나오는 것을 마주한 적이 없었다.

## 결과 및 영향
통킹 사건의 즉각적인 결과는 청불 전쟁의 빠른 종말을 가져왔다. 쥘 페리의 두 번째 행정부의 갑작스럽고, 무의미한 종말은 프랑스와 청나라 사이의 평화 정착에 남아있는 장애물을 제거했다. 페리의 후임인 샤를 드 프레이시네는 즉시 청나라와 강화를 체결했다. 청나라 정부는 1884년 5월 11일 톈진 협약을 이행하여 통킹에 대한 프랑스 보호령을 암묵적으로 인정하기로 합의했으며, 프랑스 정부는 오랫동안 요구해온 박레 매복에 대한 배상 책임 요구를 철회했다. 1885년 4월 4일에 적대행위를 끝내는 평화 의정서에 서명했고, 6월 9일 이홍장과 프랑스의 쥘 파트노트르 장관에 의해 실질적인 강화 조약이 체결되었다.
통킹 사건의 장기적인 효과는 프랑스 내의 식민지 확장을 지지하는 사람들을 불신임한 것이었다. 1885년 12월, 소위 ‘통킹 사건’(통킹 논쟁)에서 앙리 브리송 행정부는 통킹 원정군에 대해 가장 아슬아슬한 차로 신임을 얻을 수 수 있었다. 쥘 페리는 다시는 수상으로 복귀하지 못했고, 인기 있는 경멸의 대상이 되었다. 페리 총리의 몰락은 레옹 강베타에 의해 1870년대 시작된 프랑스 식민지 확장 정책을 지지하는 사람들에게 중대한 정치적 당혹감을 가져다 주었다. 식민지를 지지하는 당파가 국내의 정치적 지지를 회복한 것은 1890년대 초가 되어서였다.
식민지 정책의 결과는 통킹 또는 파리까지 확대되었다. 마다가스카르에 있는 프랑스 식민지 역사학자 중 한 사람은 “여전히 진행 중인 다른 식민지를 탐험하고 싶다는 일반적 욕구가 있었다”고 썼다.
그러나 프랑스 식민지 확장을 이끈 세력은 정치적 인기의 상실로 인해 조금 지체당했다. 프랑스령 인도차이나는 단 2년 만에 단일 행정 하에 통합된 반면, 아프리카에서는 조제프 갈리에니와 루이 아르시나르와 같은 군사령관이 파리의 정치적 기후에 관계없이 계속해서 현지 정부에 압력을 가했다. 머렐&프롬 사와 같은 대형 거래소는 계속해서 해외 사업을 확장했으며, 이 확장에 대한 군사적 지원을 요구했다. 1894년 프랑스 식민지 연맹의 공식적인 창설은 그러한 이해관계에 의해 자금을 지원받는 정치적 압력집단으로 파리에서 짧았던 통킹 사태 이후의 종말을 의미했다.

## 같이 보기
- 프랑스 식민제국

## 참고자료
- Billot, A., L’affaire du Tonkin: histoire diplomatique du l'établissement de notre protectorat sur l'Annam et de notre conflit avec la Chine, 1882–1885, par un diplomate (Paris, 1888)
- Harmant, J., La vérité sur la retraite de Lang-Son (Paris, 1892)
- Lecomte, J., Lang-Son: combats, retraite et négociations (Paris, 1895)
- Lung Chang [龍章], Yueh-nan yu Chung-fa chan-cheng [越南與中法戰爭, Vietnam and the Sino-French War] (Taipei, 1993)
- Reclus, M., Jules Ferry, 1832–1893 (Paris, 1886)
- Thomazi, A., La conquête de l'Indochine (Paris, 1934)